# Avlunlar, Tokat
Avlunlar là một thị trấn thuộc thành phố Tokat, tỉnh Tokat, Thổ Nhĩ Kỳ. Dân số thời điểm năm 2011 là 1.669 người.